# Acanthocobitis urophthalmus
Acanthocobitis urophthalmus är en fiskart som först beskrevs av Günther, 1868.  Acanthocobitis urophthalmus ingår i släktet Acanthocobitis och familjen grönlingsfiskar. Inga underarter finns listade i Catalogue of Life.